# WatchOS 5
watchOS 5 è la quinta versione del sistema operativo per Apple Watch sviluppato dalla Apple Inc. È stata presentata durante la Worldwide Developers Conference del 4 giugno 2018. Lo stesso giorno ne è stata pubblicata la prima beta mentre l'arrivo per il pubblico è avvenuto il 17 settembre. Il sistema ha esordito sull'Apple Watch Series 4.